# Мальжагарский наслег (Олёкминский район)
Мальжагарский наслег — сельское поселение в Олёкминском районе Якутии Российской Федерации.
Административный центр — село Юнкюр.

## История
Статус и границы сельского поселения установлены Законом Республики Саха (Якутия) от 30 ноября 2004 года N 173-З N 353-III «Об установлении границ и о наделении статусом городского и сельского поселений муниципальных образований Республики Саха (Якутия)».

## Население
| 2002  | 2010  | 2011  | 2012  | 2013  | 2014  | 2015  |
| ----- | ----- | ----- | ----- | ----- | ----- | ----- |
| 1158  | ↘1089 | ↘1088 | ↗1090 | ↘1086 | ↘1079 | ↘1062 |
| 2016  | 2017  | 2018  | 2019  | 2020  | 2021  |       |
| ↗1066 | ↘1039 | ↘1014 | ↘993  | ↘984  | ↗985  |       |

## Состав сельского поселения
| № | Населённый пункт | Тип населённого пункта       | Население |
| - | ---------------- | ---------------------------- | --------- |
| 1 | Куранда          | посёлок                      | ↘8        |
| 2 | Тюбя             | посёлок                      | ↘11       |
| 3 | Юнкюр            | село, административный центр | ↘1032     |